# Botswana Defence Force
Die Botswana Defence Force (BDF; deutsch Verteidigungsstreitkraft Botswanas) sind die Streitkräfte von Botswana. Sie nahmen an zahlreichen Auslandseinsätzen zur Friedenssicherung teil.

## Geschichte

### Vorgeschichte
Bei der Unabhängigkeit Botswanas im Jahr 1966 verzichtete die neue Regierung auf die Errichtung einer Armee; stattdessen wurde eine kleine Einheit der Militärpolizei eingerichtet, die Botswana Police Mobile Unit (PMU).
Im Dezember 1976 töteten Aufständische im Rhodesischen Bürgerkrieg mehrere Geistliche. Als Einheiten der von Ian Smith geführten Rhodesian Security Forces im selben Monat das Hauptquartier der „Nkomo-Fraktion“ des südafrikanischen ANC in Francistown angriffen, zerstörten sie dabei auch Einrichtungen von in Grenznähe lebenden botswanischen Bewohnern. Diese Militäroperation mit Grenzübertritt wurde von einem regionalen Kommandeur Rhodesiens bestritten. Botswana führte jedoch vor dem UN-Sicherheitsrat darüber Beschwerde. Der damalige Außenminister Archie Mogwe berichtete im Januar vor den UN vom faktischen Kriegszustand in diesem Grenzbereich und bat um internationale Hilfe. Im weiteren Verlauf des Jahres 1977 kam es zu weiteren Grenzübertritten von Flüchtlingen aus Rhodesien, darunter über 1000 Kinder und viele junge schwarze Rhodesier, die zuvor in ihrer Heimat Joshua Nkomo unterstützt hatten. Letztere wandten sich überwiegend in den Norden von Botswana und gingen in militärische Ausbildungslager des ANC, um später von dort nach Sambia verbracht zu werden. Die Regierung von Botswana hatte für solche Fremdaktivitäten keine Erlaubnis erteilt und stationierte Anfang 1977 zur besseren Kontrolle der botswanisch-rhodesischen Grenze eine Einheit der PMU. Während dieser Zeit kam es zu zahlreichen Sabotageakten und Bombenexplosionen in Rhodesien, wofür rhodesische Stellen das Eindringen von Insurgenten aus Botswana verantwortlich machten. Für die botswanische Zone parallel zur Grenze wurde ein Sonderstatus unter Polizeikontrolle errichtet.

### Gründung und Erweiterung
Im April 1977 gründete die Regierung auf der Grundlage des BDF Act No. 13 of 1977 die Botswana Defence Force. Die Konflikte setzten sich jedoch fort. Im Mai wurden nach Angaben des Rhodesian Combined Operations Command vermeintliche Guerillakämpfer bis auf botswanisches Territorium verfolgt, wobei es zu Kontakt mit den benachbarten Streitkräften kam, jedoch ohne mit in Kampfhandlungen verwickelt zu werden. 1978 kam es zum Lesoma Ambush, bei dem 15 botswanische Soldaten von Kämpfern der Rhodesian Security Forces getötet wurden, und 1985 zum Überfall eines Kommandos der südafrikanischen South African Defence Force auf Gaborone mit zwölf Toten. 1986 hatte die BDF eine Mannstärke von 3000 sowie eine kleine Luftwaffe. 1992 war die Mannstärke auf 7000 angestiegen. Die BDF erhielt rund 16 Prozent des Staatshaushalts, vor allem zum Ausbau der Luftwaffe, der rund 250 Millionen US-Dollar kostete. Mitte der 1990er Jahre beanspruchte Botswana die Flussinsel Sedudu im Chobe, die bei niedrigem Wasserstand wenige Quadratkilometer groß ist und ebenfalls von Namibia beansprucht wurde. In der Folge erhöhte auch Namibia seine Rüstungsausgaben. 1999 starben bei dem Absturz eines Hubschraubers drei Militärs, darunter der Bruder des damaligen Präsidenten. 2004 war die BDF auf 12.000 Menschen angewachsen.
Die BDF beteiligte sich an zahlreichen friedenssichernden und -erhaltenden Maßnahmen in Afrika.
- 1992–1993: Operation Restore Hope der USA in Somalia
- 1993–1994: UN-Friedensmission UNOSOM I in Somalia
- 1993–1994: UN-Friedensmission UNAMIR in Ruanda
- 1994: UN-Friedensmission ONUMOZ in Mosambik
- 1998–1999: Operation Boleas der SADC in Lesotho
- 2007: AU/UN-Mission im sudanesischen Darfur
- Seit 2008 gibt es in Gaborone eine Eingreiftruppe (SADC Standby Brigade) der SADC.[12]

Die USA, aber auch das Vereinigte Königreich, Indien, Kanada und andere Staaten bildeten die botswanischen Offiziere aus.

## Organisation
Die BDF hat die folgenden Aufgaben:

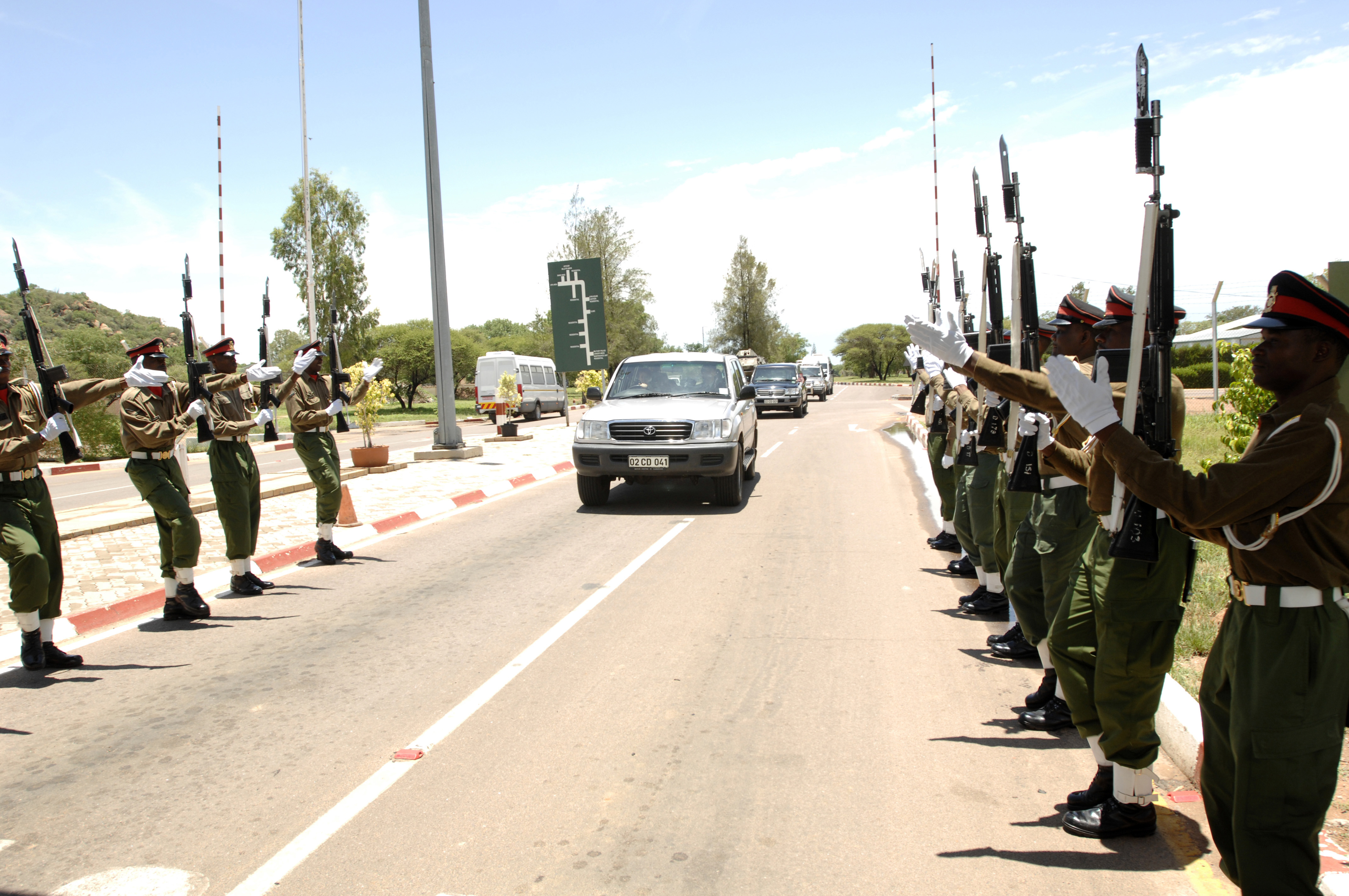
Präsidentengarde der BDF (2007)

- Gewährleistung der nationalen Sicherheit und Stabilität
- Schutz der Menschen und ihres Eigentums
- Schutz der Verfassung von Botswana, um die Herrschaft des Rechts zu gewährleisten
- Verteidigung der territorialen Integrität Botswanas zu Lande und in der Luft
- Bewahrung Botswanas als freier, unabhängiger und souveräner Staat
- Unterstützung der Zivilbehörden bei inländischen Hilfsaktionen
- Stärkung der internationalen Beziehungen Botswanas durch Teilnahme an regionalen und internationalen Sicherheitsunterstützungsmaßnahmen[13]

Die BDF besteht aus folgenden Truppenteilen:
- Ground Forces („Bodentruppen“), mit dem Hauptquartier in Glen Valley bei Gaborone
- Air Arm („Luftwaffe“), Hauptquartier Thebephatswe Air Base bei Molepolole
- Defence Logistics („Verteidigungslogistik“), Hauptquartier Sir Seretse Khama Barracks in Gaborone

Minister of Defence, Justice and Security („Minister für Verteidigung, Justiz und Sicherheit“) ist seit 2014 Shaw Kgathi (Botswana Democratic Party). In der BDF gibt es auch weibliche Offiziere. Es gibt keine Wehrpflicht.
Die BDF verfügt über Patrouillenboote zur Kontrolle der Flüsse Okavango und Chobe.
Der Air Wing verfügte nach seiner Gründung 1977 über zweimotorige Propellerflugzeuge des Typs Islander, die vor allem zur Grenzüberwachung eingesetzt wurden. 1979 folgten zwei Transportflugzeuge Skyvan, die 1993 von ebenfalls zwei Aviocar abgelöst wurden (Nachbeschaffung von zwei Flugzeugen 2018 und 2019 nach einem Absturz im Jahr 2017). Schon 1988 waren zwei CN.235M dazu beschafft worden und ab Mitte 1990er Jahre liefen insgesamt drei C-130 Hercules zu. Dazu kamen einige Kleinflugzeuge und zwei Geschäftsreiseflugzeuge HS 125, die später durch Gulfstream IV ersetzt und durch eine Globale Express ergänzt wurden.
Im Jahr 1990 ersetzten sieben Pilatus PC-7 die sechs älteren Bulldog als Trainingsflugzeuge. Im Jahr 1985 stießen die ersten Hubschrauber zur Flotte, als AS350BA Ecureuils beschafft wurden. Drei Jahre später kamen drei Bell 412 dazu und gelangten mit neun bis 13 Flugzeugen vom Typ Strikemaster, aus Kuwait und Kenia stammend, die ersten Jets zum Air Arm. 1996/1997 wurden diese durch vorerst 13, später insgesamt 17 F-5A und F-5B aus Kanada ersetzt.

### Kommandostruktur
Der Präsident ist Commander-in-Chief. Ihm steht das Defence Council („Verteidigungsrat“) zur Seite, dem unter anderem Minister, Parlamentarier sowie der Commander („Kommandeur“) angehören, der operative Leiter der Armee. Er hat einen Stellvertreter (Deputy Commander). Die drei Truppenteile werden ebenfalls von je einem Commander angeführt.

### Ränge
Soldaten werden als Recruit/Private oder Officer Cadet eingestellt. Die Rekruten können bis zum Force Sergeant Major aufsteigen, die Offizierslaufbahn kann bis zum Brigadier, Major General oder zum höchsten Rang Lieutenant General führen.

### Kommandeure der BDF
| Name                              | Beginn der Amtszeit | Ende der Amtszeit |
| --------------------------------- | ------------------- | ----------------- |
| General Mompati Merafhe           | 1977                | 1989              |
| General Ian Khama                 | 1989                | 1998              |
| General Mathswenyego-Louis Fisher | 1998                | 2006              |
| General Tebogo Masire             | 2006                | 2012              |
| General Gaolathe Galebotswe       | 2012                | 2016              |
| General Placid Segokgo            | 2016                | im Dienst         |

### Personal
2021 dienten der BDF rund 8.500 Soldaten im Heer und 500 Soldaten im Air Arm.

## Ausrüstung

### Ground Force
Die Botswana Ground Force verfügt über folgende gepanzerte Fahrzeuge und Artillerie:

#### Fahrzeuge
| Typ                   | Herkunft               | Funktion                             | Version    | Anzahl |
| --------------------- | ---------------------- | ------------------------------------ | ---------- | ------ |
| Kürassier             | Österreich             | Leichter Panzer                      |            | ca. 20 |
| Scorpion              | Vereinigtes Königreich | Leichter Panzer                      |            | 25     |
| RAM                   | Israel                 | Spähpanzer                           | V1         |        |
| RAM-2000              | Israel                 | Spähpanzer                           |            | ca. 8  |
| Véhicule Blindé Léger | Frankreich             | Spähpanzer                           |            | 64     |
| Mowag Piranha         | Schweiz                | SchützenpanzerMannschaftstransporter | V UT-30III | 22+45  |
| BTR-60                | Sowjetunion            | Mannschaftstransporter               |            | 50     |
| M706                  | Vereinigte Staaten     | Mannschaftstransporter               |            | 50     |
| Casspir               | Südafrika              | MRAP                                 |            | 12     |
| FV103 Spartan         | Vereinigtes Königreich | Mehrzweckfahrzeug                    |            | 6      |
| Greif                 | Österreich             | Bergepanzer                          |            |        |
| Bergepanzer M578      | Vereinigte Staaten     | Bergepanzer                          |            |        |
| Aardvark JSFU         | Vereinigtes Königreich | Minenräumpanzer                      |            |        |

#### Panzerabwehrwaffen
| Typ             | Herkunft           | Funktion              | Version   |
| --------------- | ------------------ | --------------------- | --------- |
| M706            | Vereinigte Staaten | Panzerabwehrfahrzeug  | V-150 TOW |
| FFV Carl Gustaf | Schweden           | Panzerabwehrhandwaffe |           |

#### Artillerie
| Typ                       | Herkunft               | Kaliber | Funktion      | Version | Anzahl |
| ------------------------- | ---------------------- | ------- | ------------- | ------- | ------ |
| L118                      | Vereinigtes Königreich | 105 mm  | Haubitze      |         | 12     |
| Gebirgshaubitze Modell 56 | Italien                | 105 mm  | Haubitze      |         | 6      |
| Soltam M-71               | Israel                 | 155 mm  | Haubitze      |         | 12     |
| BM-21                     | Sowjetunion            | 122 mm  | Raketenwerfer | APRA-40 | 20     |
|                           |                        | 81 mm   | Mörser        |         | 22     |
| M-43                      | Sowjetunion            | 120 mm  | Mörser        |         | 6      |

#### Flugabwehr
| Typ           | Herkunft                        | Funktion         |
| ------------- | ------------------------------- | ---------------- |
| VL MICA       | Frankreich                      | Flugabwehrrakete |
| Javelin       | Vereinigtes Königreich          | Flugabwehrrakete |
| Mistral       | Frankreich                      | Flugabwehrrakete |
| 9K310 Igla-1  | Sowjetunion                     | MANPADS          |
| 9K32 Strela-2 | Sowjetunion                     | MANPADS          |
| M167 Vulcan   | Vereinigte Staaten              | Flugabwehrpanzer |
| Typ 65        | Sowjetunion Volksrepublik China | Flugabwehrkanone |

### Botswana Defence Force Air Arm
Der Botswana Defence Force Air Arm verfügt über folgende Flugzeug- und Hubschraubertypen (Stand Ende 2021):
| Flugzeug                | Foto           | Herkunft               | Verwendung             | Version        | Aktiv          | Bestellt       | Anmerkungen    |
| Kampfflugzeuge          | Kampfflugzeuge | Kampfflugzeuge         | Kampfflugzeuge         | Kampfflugzeuge | Kampfflugzeuge | Kampfflugzeuge | Kampfflugzeuge |
| ----------------------- | -------------- | ---------------------- | ---------------------- | -------------- | -------------- | -------------- | -------------- |
| F-5 Freedom Fighter     |                | Vereinigte Staaten     | Jagdflugzeug           | F-5AF-5D       | 11             |                |                |
| Transportflugzeuge      |                |                        |                        |                |                |                |                |
| BN-2 Islander           |                | Vereinigtes Königreich | Transportflugzeug      |                | 1              |                |                |
| C-130 Hercules          |                | Vereinigte Staaten     | Transportflugzeug      | C-130B         | 3              |                |                |
| CASA C-212              |                | Spanien                | Transportflugzeug      |                | 3              |                |                |
| CASA CN-235             |                | Spanien                | Transportflugzeug      |                | 2              |                |                |
| Beechcraft King Air     |                | Vereinigte Staaten     | Transportflugzeug      | King Air 200   | 1              |                |                |
| Geschäftsreiseflugzeuge |                |                        |                        |                |                |                |                |
| Dornier 328             |                | Deutschland            | Geschäftsreiseflugzeug | Do-328-110     | 1              |                | [ 18 ]         |
| Bombardier Global       |                | Kanada                 | Geschäftsreiseflugzeug | BD700          | 1              |                | [ 18 ]         |
| Schulflugzeuge          |                |                        |                        |                |                |                |                |
| F-5 Freedom Fighter     |                | Vereinigte Staaten     | Schulflugzeug          | F-5D           | 4              |                |                |
| PC-7                    |                | Schweiz                | Schulflugzeug          | PC-7 MkII      | 5              |                |                |
| Hubschrauber            |                |                        |                        |                |                |                |                |
| Bell 412                |                | Vereinigte Staaten     | Mehrzweckhubschrauber  |                | 6              |                |                |
| H125 Écureuil           |                | Frankreich             | Mehrzweckhubschrauber  | H125M          | 10             |                |                |

## Sonstiges
Die BDF wird auch im Kampf gegen Wilderei eingesetzt. Verdächtige werden ohne Gerichtsverfahren erschossen. So wurden im Mai 2015 drei namibische mutmaßliche Wilderer von BDF-Soldaten getötet.
Der armeeeigene Sportverein Botswana Defence Force XI war sieben Mal botswanischer Fußballmeister in der Botswana Premier League, zuletzt 2004.